# Marche chevaleresque
Marche chevaleresque is een compositie van de Noor Johan Halvorsen. Johan Halvorsen schreef het onder zijn pseudoniemen Ph. Dubois en Emile Bonard. Het eigenaardige aan het werk is dat de diverse manuscripten binnen het instrumentarium verschillende namen van componisten dragen. De muziek diende net als Halvorsens Intermezzo lyrique ter omlijsting van uitvoeringen van Cyrano de Bergerac van Edmond Rostand in 1921 in het Nationaltheatret in Oslo.
De Marche chevaleresque is geschreven voor:
- 1 dwarsfluit (Dubois)
- 1 klarinet (Dubois)
- 1 fagot (Dubois)
- 1 trompet (Dubois/Bonard)
- percussie (trom, bekken, triangel, xylofoon) (Dubois)
- 1 piano (Dubois)
- 1 harmonium (naamloos)
- viool 1, viool 2, altviool, cello en contrabas (Bonard)